# Saiga
A Saiga az emlősök (Mammalia) osztályának párosujjú patások (Artiodactyla) rendjébe, ezen belül a tülkösszarvúak (Bovidae) családjába ezen belül az antilopformák (Antilopinae) alcsaládjába tartozó nem.

## Rendszerezés
A nembe az alábbi 1 élő faj és 1 fosszilis faj tartozik:
- †Saiga borealis Tschersky, 1876 - meglehet, hogy nincs kihalva, és manapság a szajga mongóliai alfaja képviseli[1]
- szajga (Saiga tatarica) (Linnaeus, 1766)

Az első leírása óta a szajgát és nemét sokfelé besorolták, leghamarább Capra tatarica név alatt a kecskeformák (Caprinae) közé, később pedig a gazellák (Antilopini) között találta magát. 1945-től egészen az 1990-es évekig a Saigini nemzetségnek volt része a tibeti antiloppal (Pantholops hodgsonii) együtt; azonban a későbbi törzsfejlődéses kutatások bebizonyították, hogy nem közeli rokonai egymásnak. A Saiga emlősnem - 2013-ban végzett sejtmag- és mitokondriumkutatások következtében, melyet a Cambridge-i Egyetem munkásai Eva Verena Bärmann és társai végeztek - közelebbi rokonságot mutat a gazellákhoz tartozó vándorantiloppal (Antidorcas marsupialis) és a zsiráfnyakú gazellával (Litocranius walleri). E szerint a Saigini nemzetség elavulttá vált és meg kellene szüntetni, hiszen a Saiga emlősnem bevonandó a gazellák nemzetségébe.

## Fordítás
- Ez a szócikk részben vagy egészben  a   Saiga antelope#Taxonomy_and_phylogeny című angol Wikipédia-szócikk ezen változatának fordításán alapul.  Az eredeti cikk szerkesztőit annak laptörténete sorolja fel. Ez a jelzés csupán a megfogalmazás eredetét és a szerzői jogokat jelzi, nem szolgál a cikkben szereplő információk forrásmegjelöléseként.
- Ez a szócikk részben vagy egészben  a   Saigini című angol Wikipédia-szócikk ezen változatának fordításán alapul.  Az eredeti cikk szerkesztőit annak laptörténete sorolja fel. Ez a jelzés csupán a megfogalmazás eredetét és a szerzői jogokat jelzi, nem szolgál a cikkben szereplő információk forrásmegjelöléseként.